# Froelich (Mondkrater)
Froelich ist ein Einschlagkrater auf der Mondrückseite. Er liegt südlich des Kraters Lovelace.
| Buchstabe | Position            | Durchmesser | Link |
| --------- | ------------------- | ----------- | ---- |
| M         | 77,29° N, 110,85° W | 30 km       |      |

Der Krater wurde 1970 von der IAU nach dem US-amerikanischen Luft- und Raumfahrtingenieur Jack Edward Froehlich benannt.